# Bron Breakker
Bronson Rechsteiner (n. 24 octombrie 1997, Woodstock⁠(d), Georgia, SUA) este un wrestler profesionist american și fost jucător de fotbal american. Este sub contract cu WWE, unde luptă în brandul Raw sub numele de ring Bron Breakker. Este de două ori campion intercontinental WWE, NXT Champion și NXT Tag Team Champion o dată.
Wrestler profesionist din a doua generație, Rechsteiner este fiul lui Rick Steiner și nepotul lui Scott Steiner (care au lupat împreună ca Steiner Brothers). Rechsteiner a fost votat „Debutantul anului” pentru 2022 de către cititorii Wrestling Observer Newsletter.